# Maria Damanaki
Maria Damanaki, född 31 maj 1952 i Agios Nikolaos på Kreta, är en grekisk politiker. Hon företräder det socialistiska partiet PASOK. Damanaki var EU-kommissionär med ansvar för havsfrågor och fiske i Kommissionen Barroso II 2010-2014.
Som student vid Atens tekniska universitet anslöt sig Damanaki till kommunistpartiet. Hon deltog aktivt i motståndet mot militärjuntan och greps och torterades av regimen. Efter juntans fall valdes hon in i det grekiska parlamentet, till en början för kommunistpartiet och därefter för vänsterpartiet Synaspismós. 1991-1993 var hon partiordförande för Synaspismós. Hon lämnade Synaspismós 2003 efter en motsättning inom partiet om samarbetet med PASOK. Samma år anslöt hon sig till PASOK och valdes året däpå in i parlamentet på deras mandat.